# اش اسپرینگ
اش اسپرینگ، (به انگلیسی: Ash Springs) یک محدوده ثبت‌نشده در دره پاهرانگات در شهرستان لینکلن، نوادا، ایالات متحده امریکا می‌باشد.
پیشه اصلی این محدوده مزرعه داری بوده و محل چشمه‌های آب گرم می‌باشد.

## نگارخانه

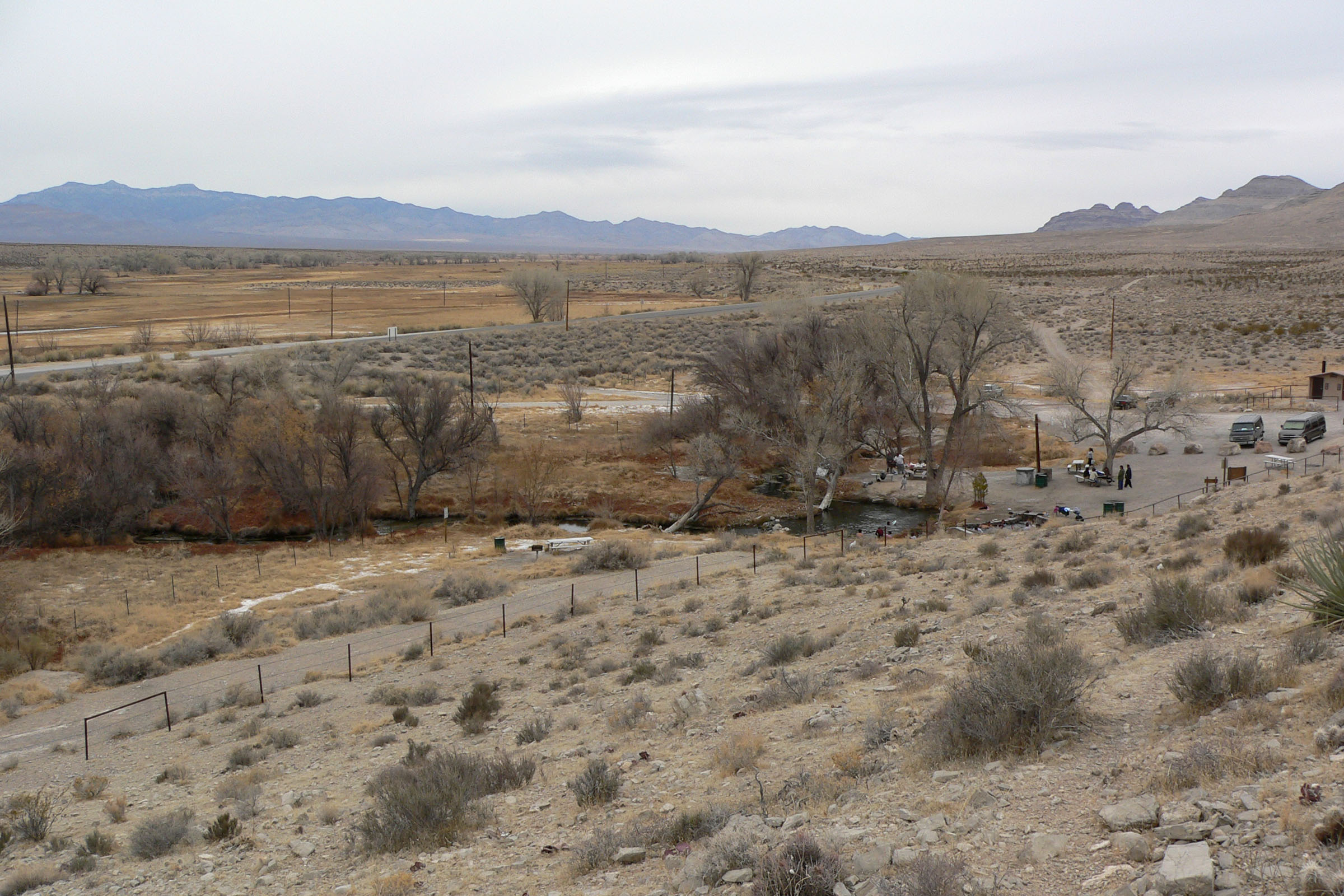
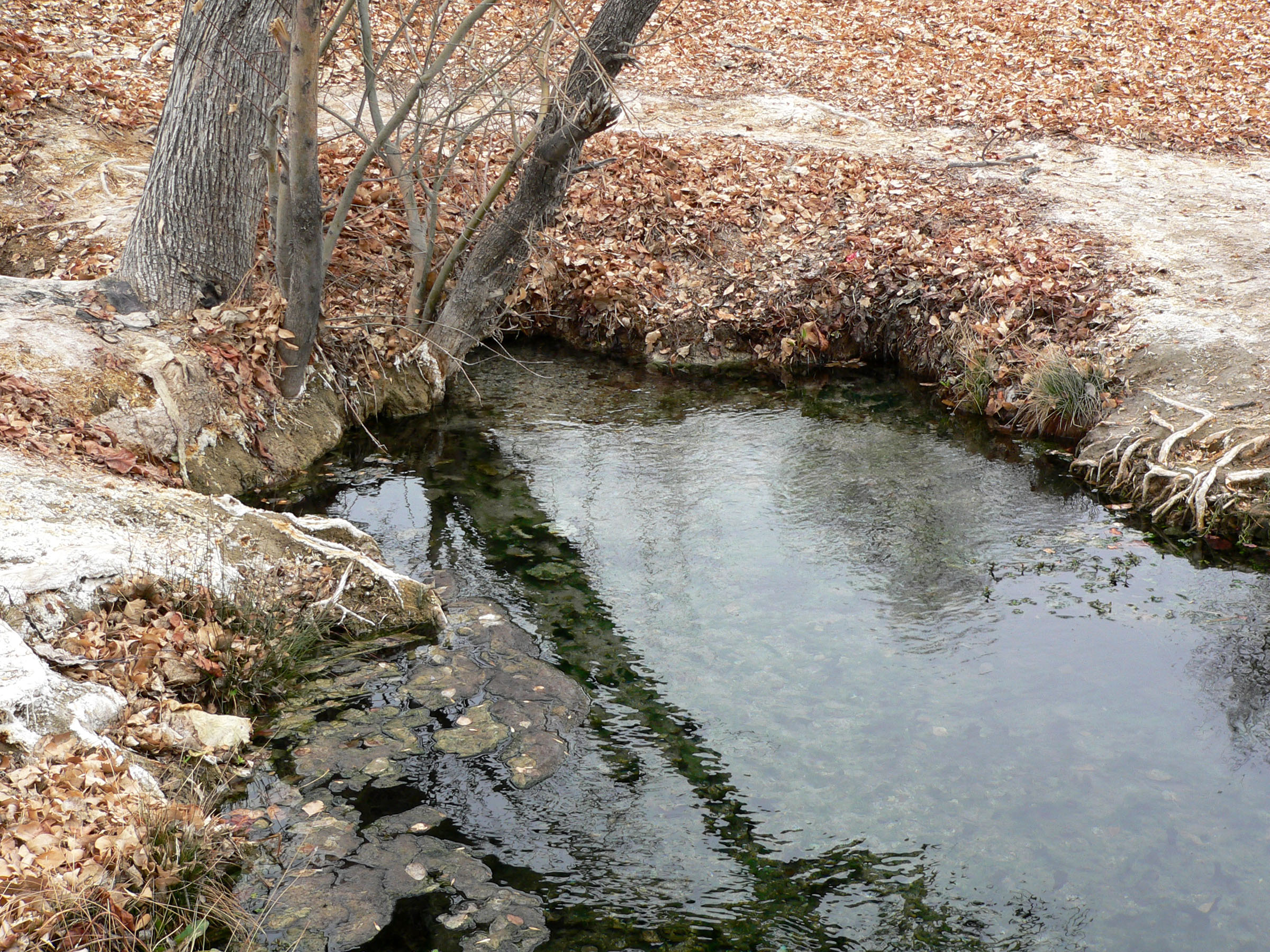